# Expiation limitée
L'expiation limitée (ou expiation particulière ou rédemption particulière) est une doctrine de la théologie chrétienne et l'un des cinq points du calvinisme. Elle affirme que la portée de l'expiation substitutive de Jésus-Christ sur la croix est limitée aux prédestinés au salut et que ses principaux bénéfices ne sont pas donnés à toute l'humanité mais réservés aux seuls croyants.

## La doctrine

### Conception calviniste
La doctrine de la portée limitée de l'expiation est intimement liée à la doctrine de la nature de l'expiation. Elle est aussi fortement associée à la conception calviniste de la prédestination. Les calvinistes défendent la théorie de la satisfaction, qui a été développée dans les écrits d'Anselme de Cantorbéry et de Thomas d'Aquin. L'adaptation calviniste de cette théorie, connue sous le nom de substitution pénale, énonce que l'expiation du Christ paie la peine contractée par les péchés des hommes, c'est-à-dire que le Christ supporte la colère de Dieu due aux péchés et en conséquence, annule le jugement que les hommes avaient subi.
La conception calviniste de la prédestination enseigne que Dieu a créé un groupe de personnes, ne le choisissant pas ou ne voulant pas le choisir (en raison de la corruption totale), qui sont sauvées indépendamment de leurs œuvres ou de leur engagement. Ces personnes sont contraintes par la grâce irrésistible de Dieu, d'accepter cette offre de salut, lequel est accompli par l'expiation du Christ.
L'expiation calviniste est qualifiée de « définitive » par certains, car ils croient qu'elle garantit la salut de ceux pour qui le Christ est mort. Elle est qualifiée de « limitée » dans sa portée parce qu'elle n'applique le salut qu'aux seuls élus. En revanche les calvinistes croient que le pouvoir de l'expiation n'est limité en aucune manière, c'est-à-dire que pour eux aucun péché n'est trop grand pour être expié par le sacrifice du Christ. Chez les baptistes calvinistes anglais, la doctrine prit le nom de rédemption particulière, ce qui donna à ses partisans le nom de « baptistes particuliers ». Ce terme souligne l'intention de Dieu de sauver, à travers l'expiation, des individus en particulier, plutôt que l'humanité en général comme le croient les baptistes généraux.
Dans la pratique, les Églises calvinistes ne mettent pas l'accent sur cette doctrine, excepté par comparaison avec les autres plans de salut. Lorsqu'elle est enseignée, son utilité première, ainsi que celle des autres doctrines de la prédestination, est d'assurer la confiance des croyants. À cette fin, les Églises se servent de cette doctrine pour renforcer la croyance que « le Christ est mort pour moi », comme dans les écrits de Paul de Tarse, « je vis dans la foi au Fils de Dieu, qui m'a aimé et qui s'est livré lui-même pour moi » (Galates 2:20), ainsi que pour mettre en exergue l'idée que Dieu est souverain dans l'accomplissement de son plan de salut. Pour autant la plupart des calvinistes pensent qu'ils peuvent librement et sincèrement proposer le salut à tous au nom de Dieu, puisqu'ils ne savent pas quelles sont les personnes comptées parmi les élus et puisqu'ils se considèrent comme les instruments de Dieu en provoquant le salut des autres membres du groupe des élus.

### Passages bibliques
Le passage classique de la Bible cité pour apporter la preuve que la portée de l'expiation est limitée est Jean 10. Dans ce chapitre, Jésus utilise les pratiques pastorales du Proche-Orient ancien comme métaphore de ses relations avec ses disciples. Cette métaphore parle du berger qui appelle les brebis qui lui appartiennent, et celles-ci prêtent l'oreille à lui et le suivent, alors que les brebis qui ne lui appartiennent pas ignorent tout le monde sauf la voix de leur propre berger. Dans ce contexte, Jésus énonce : « Je suis le bon berger. Je connais mes brebis, et elles me connaissent (...) et je donne ma vie pour mes brebis. » Il dit aussi aux pharisiens qu'ils ne croient pas car ils ne font pas partie de ses brebis. Il continue : « Mes brebis entendent ma voix ; je les connais, et elles me suivent. Je leur donne la vie éternelle ; et elles ne périront jamais, et personne ne les ravira de ma main. » Puisque les calvinistes, et presque tous les chrétiens, croient que tous n'obtiennent pas la vie éternelle avec Dieu, les calvinistes concluent qu'il n'y a que deux possibilités : soit Jésus avait tort lorsqu'il disait qu'il ne perdrait aucune de ses brebis (hypothèse qu'ils rejettent), soit Jésus n'a pas sacrifié sa vie pour tous, comme selon eux le chapitre 10 de l'Évangile de Jean l'indique. Officiellement, la position calviniste peut être exposée de la façon suivante :
1. Jésus sacrifie sa vie pour ses brebis[4].
2. Jésus ne perdra aucune de ses brebis[6].
3. Beaucoup n'obtiendront pas la vie éternelle[7].

Par conséquent, la position calviniste est que Jésus n'est pas mort pour tous, mais seulement pour ceux que le Père souhaite sauver.
En outre, dans sa prière sacerdotale (Jean 17), Jésus prie pour la protection et la sanctification de ceux qui ont cru en lui, et il exclut explicitement prier pour tous : « C'est pour eux que je prie. Je ne prie pas pour le monde, mais pour ceux que tu m'as donnés, parce qu'ils sont à toi. » Dans l'Épître aux Éphésiens, Paul enseigne aux anciens de « paître l'Église du Seigneur, qu'il s'est acquise par son propre sang », et il déclare dans sa lettre à la même Église que le « Christ a aimé l'Église, et s'est livré lui-même pour elle. » De même, Jésus prédit qu'il sacrifiera sa vie « pour ses amis », et un ange dit à Joseph, le père nourricier de Jésus, que celui-ci « sauvera son peuple de ses péchés ». Les calvinistes pensent que ces passages démontrent que Jésus est mort pour l'Église (c'est-à-dire les élus) seulement.

## Objections à la doctrine
L'expiation limitée est en opposition avec la théorie couramment appelée universalisme hypothétique ou expiation illimitée, qui est défendue, entre autres, par les théologiens arminiens, méthodistes, luthériens, juifs messianiques, et catholiques romains. Cette théorie énonce que l'œuvre du Christ rend la rédemption possible pour tous mais certaine pour personne (elle ne doit pas être confondue avec l'universalisme). Bien que luthériens et catholiques partagent une conception similaire avec les calvinistes à propos de la nature de l'expiation, ils diffèrent avec eux à propos de sa portée, tandis que les arminiens et les méthodistes adoptent une approche alternative de la nature de l'expiation comme la théorie gouvernementale. Selon ces modèles, les élus sont tous ceux qui profitent de l'offre de salut de Dieu à travers le Christ, et non un groupe prédéterminé. Ainsi, ces théories fixent une limite à l'efficacité de l'expiation plutôt qu'à sa portée comme les calvinistes.
Historiquement, les remonstrants arminiens ont fait de cette doctrine un point du débat sur la prédestination lors d'une controverse théologique abordée par les Églises réformées néerlandaises au cours du synode de Dordrecht en 1618-1619. À la fin de celui-ci, la position arminienne fut condamnée par les calvinistes. En dépit de cette opposition, la doctrine de la portée universelle de l'expiation est devenue et reste encore répandue en dehors des cercles calvinistes. Même certains chrétiens calvinistes s'identifient comme amyraldiens ou « calvinistes quatre points » et croient en une expiation illimitée. L'amyraldisme enseigne en particulier que Dieu a fourni l'expiation du Christ pour tous indifféremment, mais voyant que personne ne serait sauvé tout seul, il élit ceux qu'il amènera à la foi dans le Christ, ce qui par conséquent respecte la doctrine calviniste de l'élection inconditionnelle. Jean Calvin lui-même n'a pas formulé clairement d'avis sur cette doctrine qui néanmoins est associée à son nom,, mais la plupart des calvinistes la considèrent comme une conséquence nécessaire de ses doctrines de l'élection et de l'expiation,.
Certains ont soutenu que la doctrine de la rédemption particulière implique que le sacrifice du Christ était insuffisant pour expier les péchés du monde entier, mais les calvinistes ont rejeté unanimement cette idée, défendant plutôt que la valeur de l'expiation est infinie mais que son application vaut seulement pour les élus.

### Passages bibliques
Plusieurs passages de la Bible sont présentés comme contredisant la doctrine de l'expiation limitée par ses opposants :
- Jean 1:29[18] : « Voici l'Agneau de Dieu, qui ôte le péché du monde. »
- Jean 3:16-17[19] : « Car Dieu a tant aimé le monde qu'il a donné son Fils unique, afin que quiconque croit en lui ne périsse point, mais qu'il ait la vie éternelle. Dieu, en effet, n'a pas envoyé son Fils dans le monde pour qu'il juge le monde, mais pour que le monde soit sauvé par lui. »
- 2 Corinthiens 5:14-15[20] : « Car l'amour de Christ nous presse, parce que nous estimons que, si un seul est mort pour tous, tous donc sont morts ; et qu'il est mort pour tous, afin que ceux qui vivent ne vivent plus pour eux-mêmes, mais pour celui qui est mort et ressuscité pour eux. »
- 1 Timothée 2:3-6[21] : « Cela est bon et agréable devant Dieu notre Sauveur, qui veut que tous les hommes soient sauvés et parviennent à la connaissance de la vérité. Car il y a un seul Dieu, et aussi un seul médiateur entre Dieu et les hommes, Jésus Christ homme, qui s'est donné lui-même en rançon pour tous. C'est là le témoignage rendu en son propre temps, »
- 1 Timothée 4:10[22] : « Nous travaillons, en effet, et nous combattons, parce que nous mettons notre espérance dans le Dieu vivant, qui est le Sauveur de tous les hommes, principalement des croyants. »
- Tite 2:11[23] : « Car la grâce de Dieu, source de salut pour tous les hommes, a été manifestée. »
- 2 Pierre 2:1[24] : « Il y a eu parmi le peuple de faux prophètes, et il y aura de même parmi vous de faux docteurs, qui introduiront des sectes pernicieuses, et qui, reniant le maître qui les a rachetés, attireront sur eux une ruine soudaine. »
- 1 Jean 2:2[25] : « Il [le Christ] est lui-même une victime expiatoire pour nos péchés, non seulement pour les nôtres, mais aussi pour ceux du monde entier. »

### Réponses aux objections
Les calvinistes reconnaissent que ces passages posent difficulté quant à la portée de l'expiation. Mais suivant le principe de l'herméneutique protestante qui est de laisser les Écritures interpréter les Écritures (ce qui implique qu'aucun passage des Écritures ne peut venir contredire le reste des Écritures), ils essaient de se servir de leurs interprétations d'autres passages sur l'élection et sur la portée de l'expiation pour clarifier la signification de ces passages qui posent difficulté (l'un des problèmes avec cette tentative, qui est toujours rencontrée lorsqu'on applique le principe des Écritures interprétant les Écritures, est que cela présuppose qu'un plan peut être établi à partir des autres passages sans aucune hypothèse exégétique). Ainsi selon ce principe, puisque les termes « tous » et « monde » par exemple, sont employés à d'autres endroits dans le Nouveau Testament d'une façon qui n'est logiquement pas destinée à inclure toutes les personnes dans le monde (comme dans Luc 2:1 et Romains 1:8), alors leur signification dans n'importe quel passage particulier doit être déterminée par le contexte. En particulier, ils entendent le terme « tous » comme désignant tous les élus (comme dans 2 Corinthiens 5:14-15), ou toutes les races humaines, pas seulement les Israélites (comme dans Jean 1:29, Jean 3:16-17, 1 Timothée 2:6 et Tite 2:11), ou encore les élus dans tous les endroits du monde (comme dans 1 Jean 2:2). Les calvinistes partent aussi du postulat qu'il peut y avoir différents sens pour le concept de salut : simplement la défense et la préservation de la vie temporelle (c'est par exemple ce qu'ils comprennent dans Timothée 4:10), ou bien le salut vis-à-vis de la colère de Dieu pour la vie éternelle. Leurs opposants soutiennent que de telles explications sont de pures interprétations des passages et ne correspondent pas à leurs significations naturelles. Et s'ils admettent que des termes comme « monde » et « tous » ne signifient pas toujours « tous les êtres humains », ils assurent qu'il n'y a pas de raisons valables pour considérer ces termes dans une acception limitée.
Une approche apparentée au calvinisme consiste à concevoir que l'Écriture aborde l'expiation d'une manière double, et reprend la formule médiévale selon laquelle la mort du Christ fut « suffisante pour tous, mais efficace pour les élus ». Avec cette approche, des passages de l'Écriture apparemment opposés sont harmonisés en les classant de deux manières : soit ils font référence à la suffisance de l'expiation, soit à son efficacité.
Les opposants à la doctrine proposent des interprétations alternatives des mêmes passages qui, chacune à leur tour, viennent confirmer que l'expiation est universelle, et ils estiment qu'une importante résolution doit encore être trouvée quant aux désaccords qui entourent leur théorie. Par conséquent, on trouve encore à la fois les théories de l'expiation limitée et de l'expiation illimitée dans la chrétienté, bien que cette dernière doctrine soit beaucoup plus répandue. La théorie limitée est essentiellement circonscrite à certaines dénominations protestantes ; les catholiques et les orthodoxes la rejettent tous deux, tout comme beaucoup de protestants.

### Comparaison entre protestants
Le tableau suivant résume les conceptions classiques de trois différents courants protestants sur la justification.
| Courant      | Position                                                                                     |
| ------------ | -------------------------------------------------------------------------------------------- |
| Luthéranisme | Justification pour tous, accomplie à la mort du Christ.                                      |
| Calvinisme   | Justification limitée à ceux qui sont élus au salut, accomplie à la mort du Christ.          |
| Arminianisme | Justification possible pour tous mais seulement accomplie lorsque l'individu choisit la foi. |